# ポロトス・コン・リエンダ

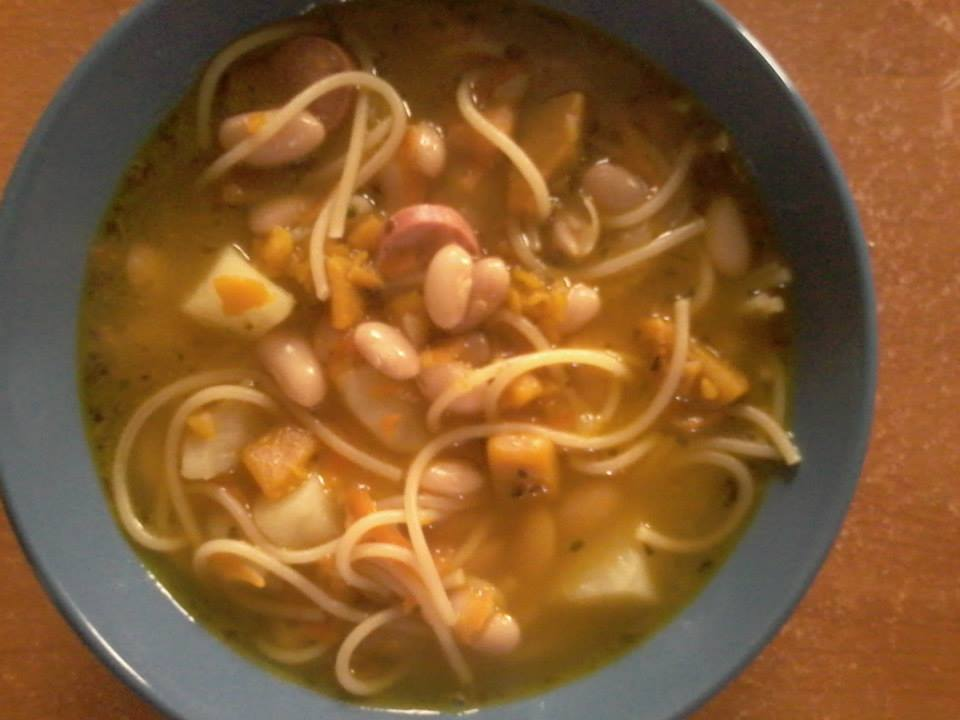
ポロトス・コン・リエンダの例

ポロトス・コン・リエンダ（スペイン語: porotos con riendas）は、チリで主食として食されている料理の一種。豆の煮込みにパスタが入った料理である。
肉体労働者向けの高カロリーで腹持ちの良い料理である。
豆の煮汁で根菜と肉を煮るのだが、中でもカボチャが豆との相性が良いため、使用されることが多い。豆とカボチャの煮くずれたデンプンによってとろみがつき、ポタージュ状になる。